# Francouzská pohlednice
Francouzská pohlednice je malá pohlednice vyrobená z tvrdého papíru a představuje fotografii nahé nebo částečně nahé ženy. Tyto kartičky byly vyráběny ve velkém množství, především ve Francii na konci 19. a počátku 20. století. Termín vznikl v USA, kde takové pohlednice nebyly legální. Kartičky byly prodávány jako pohlednice, ale hlavním cílem nebylo zasílání poštou, protože by byly zakázány. Odebíraly je pouliční prodejci, obchody s tabákem a řada dalších dodavatelů za účelem dalšího prodeje sběratelům a turistům.

## Francouzské obrázkové pohlednice
Řada fotografů a studií produkovala francouzské pohlednice, některé z nich s portréty populárních modelek. Fotografie s akty byly uváděny na trh v pohlednicovém formátu, ale jak vysvětluje kniha Stručná historie pohlednic: „Většina francouzských pohlednic s ženskými akty byla nazývána „pohlednice“ jen kvůli jejich velikosti. Lidé by je nikdy neposílali, protože nebylo legální posílat poštou takové obrazy. Jejich velikost je umožňovala umísťovat snadno do kapsy saka, balíčků a knih.“ Jedním z mnoha fotografů těchto témat byl Julian Mandel, jeho jméno se obvykle objevovalo na přední straně těchto fotografií velikosti karet, jako jeden z mála fotografů umísťoval své razítko nebo název na přední stranu díla. Tato marketingová koncepce přispívá k názoru, že uváděné jméno by mohlo být pseudonymem. Těchto fotografií bylo prodáno velké množství. Jeho oblíbenou modelkou byla například Alice Prin, modelka pařížských umělců, zpěvačka v nočních klubech, herečka a malířka známá jako Kiki z Montparnassu.
Z dalších autorů nebo firem, kteří se věnovali tomuto tématu, ať už jako své hlavní téma nebo okrajově byli: Compagnie des Arts Photomécaniques, Alexandre Jacques Chantron, Zoro Garden Nudist Colony, E. Le Delay, F. Viala, Frères Neurdein, Lehnert & Landrock, Levy & Fils, Marcellin Flandrin nebo J. Garrigues.

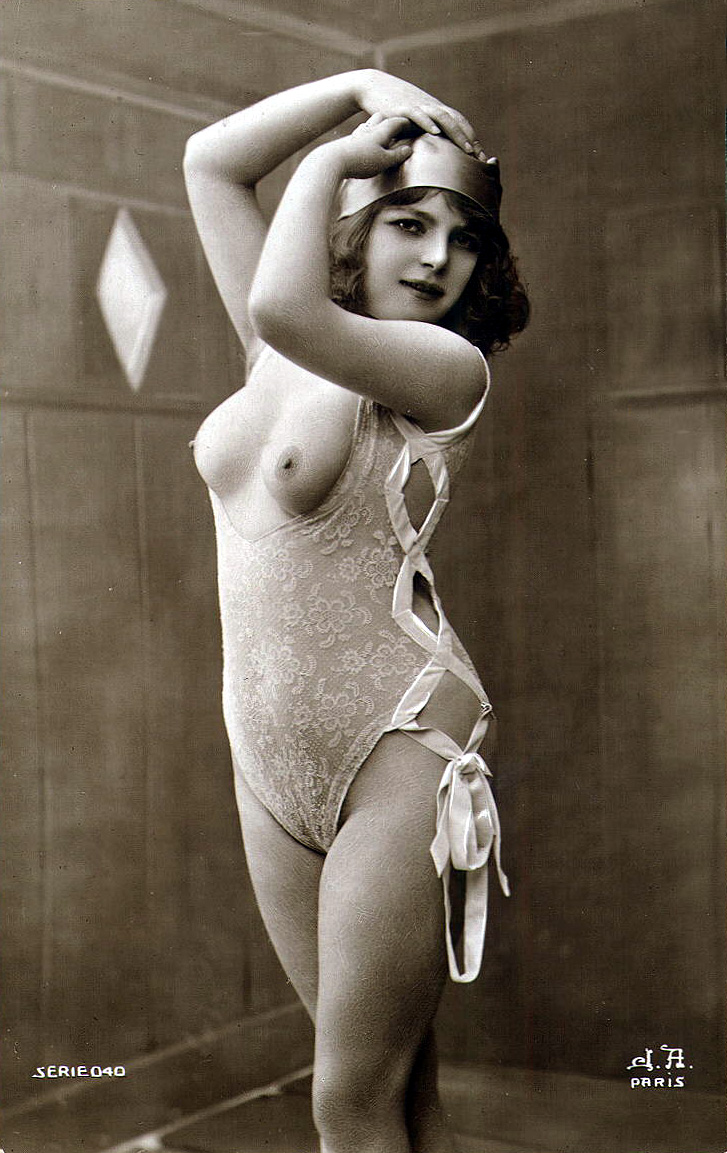
Jean Agélou[3] Modelka: Fernande
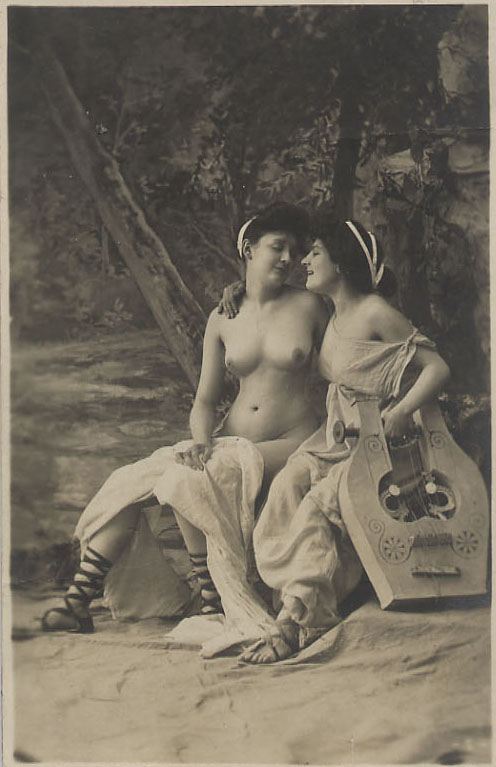
Pseudo-klasická anitcká scéna s kitharou
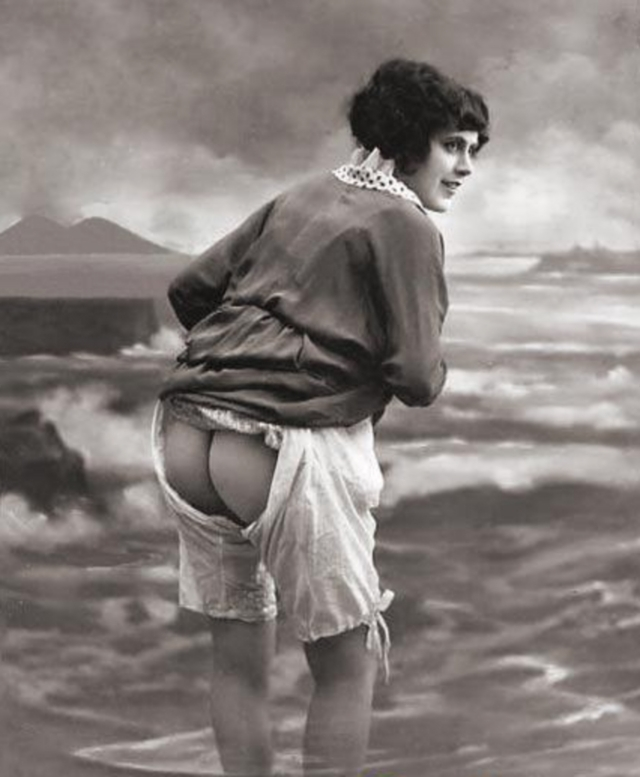
Snímek evokující Neapol s Vesuvem
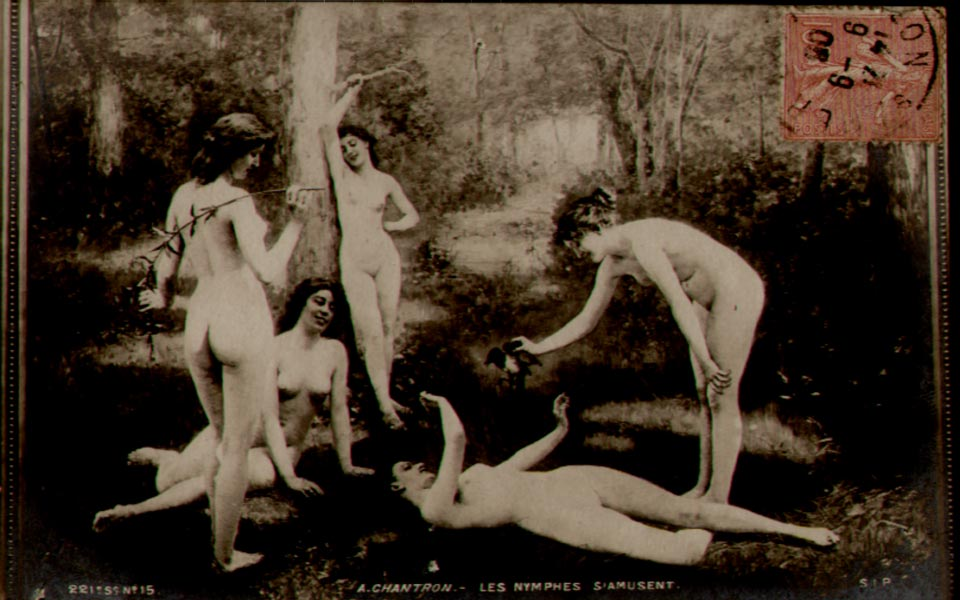
Alexandre Jacques Chantron
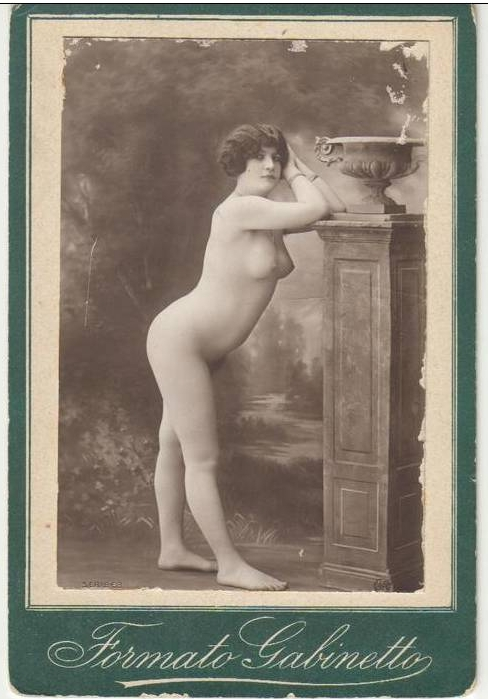
"Formato Gabinetto" Pantano, Neapol
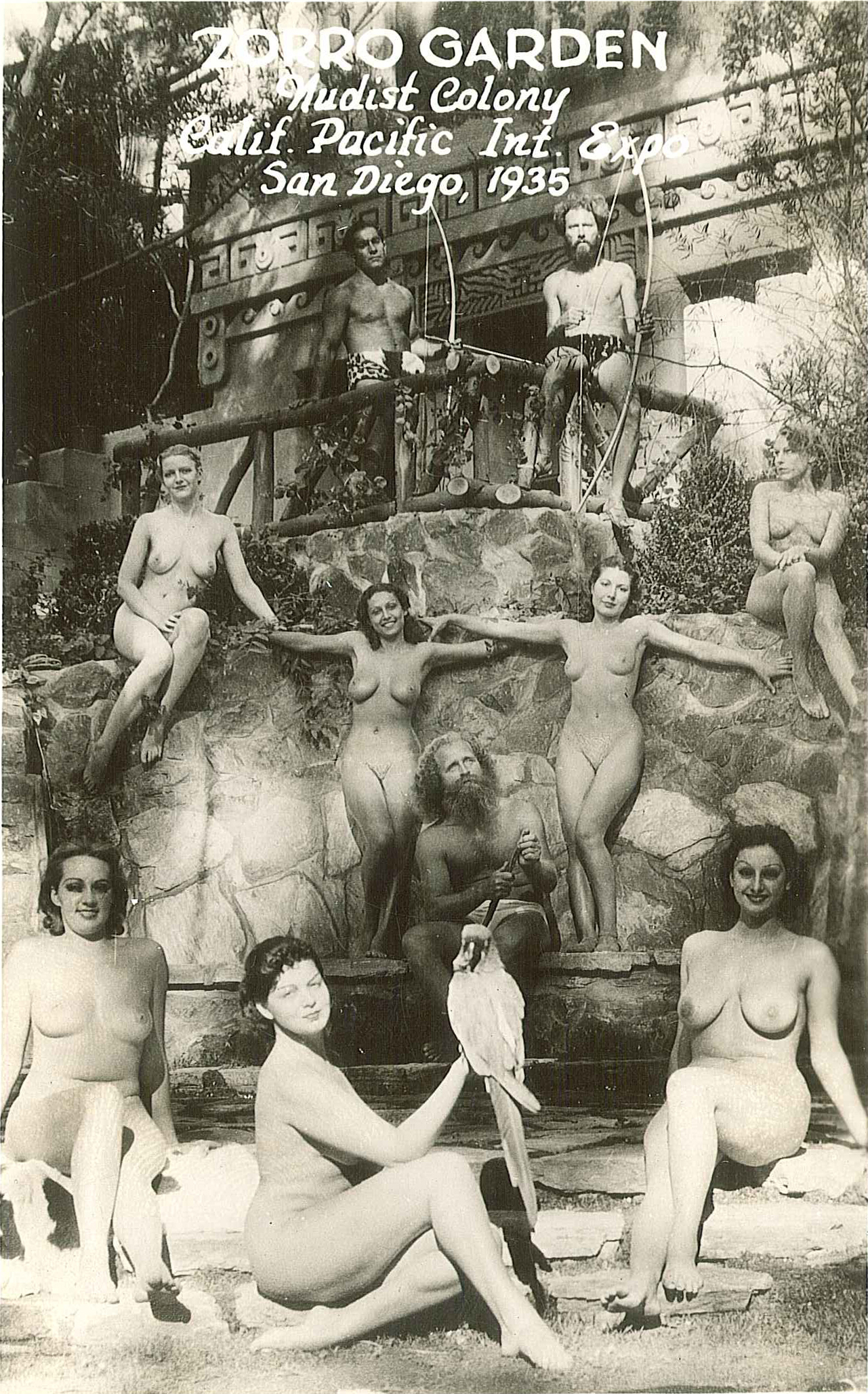
Zoro Garden Nudist Colony, San Diego, Kalifornie
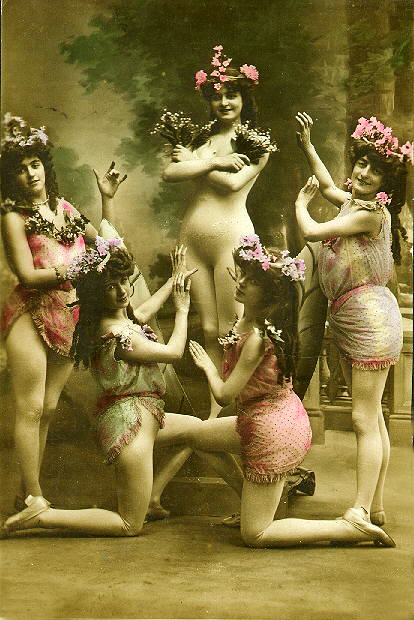
E. Le Delay
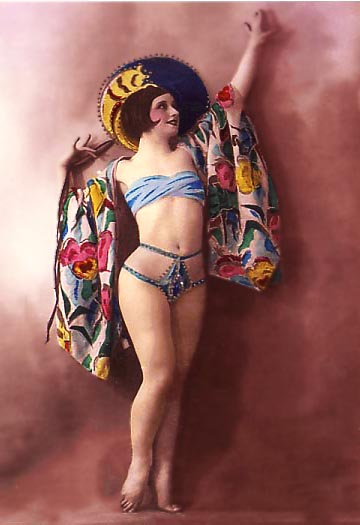
non - akt ve stylu francouzské pohlednice

### Orientální snímky
Celá řada fotografů a studií se specializovala na obrázky s orientální tematikou. Jednalo se většinou o francouzské fotografy působící v Maroku nebo v Tunisu.

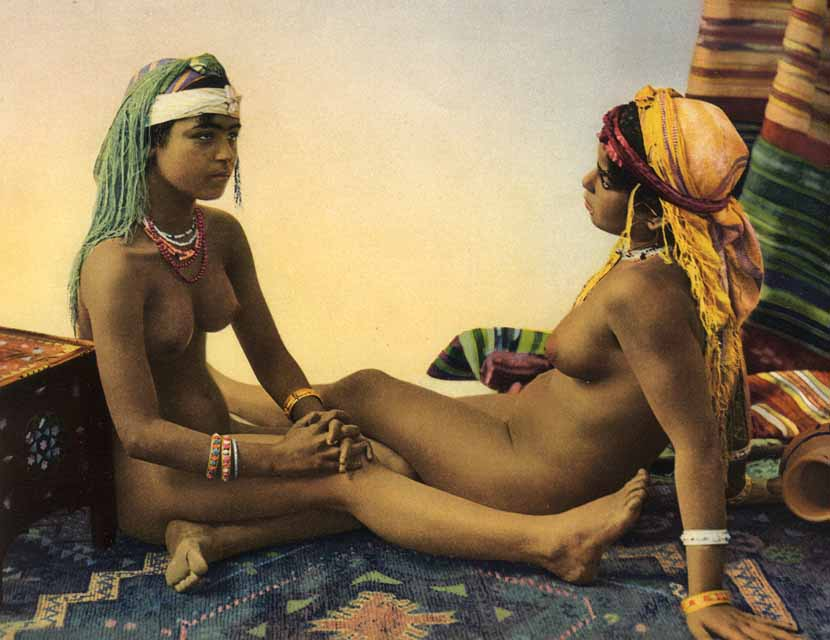
Adia
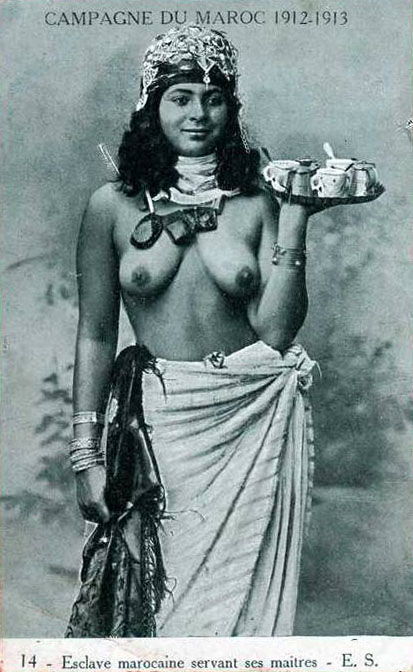
Aqua-Photo L.V.S.
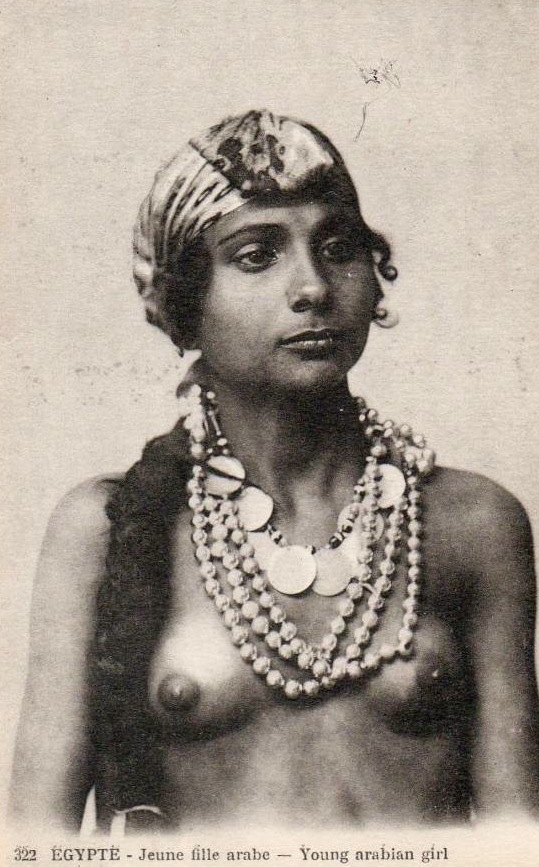
Behar
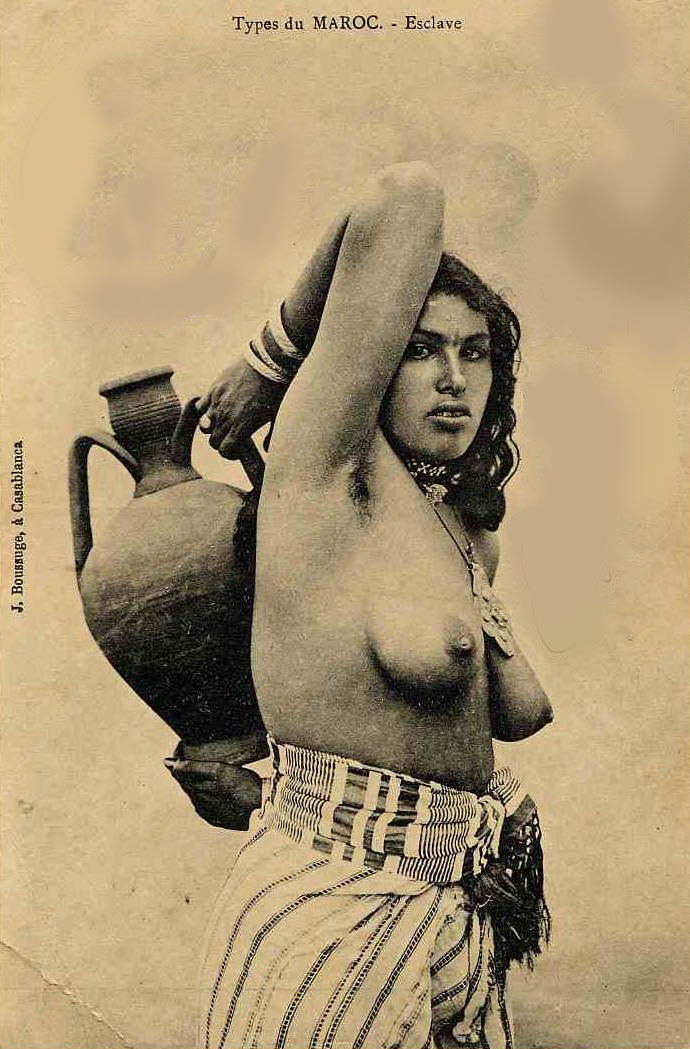
J. Boussuge
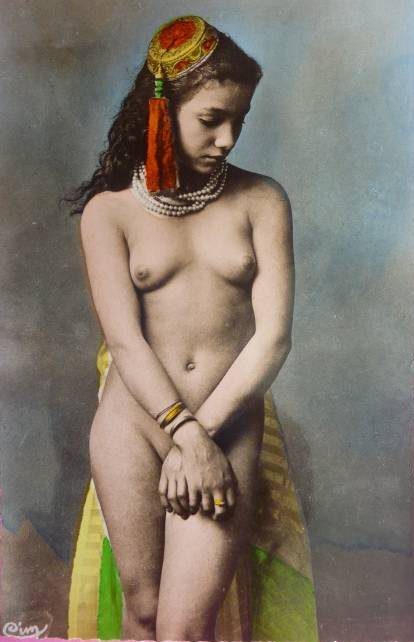
Combier (CIM)
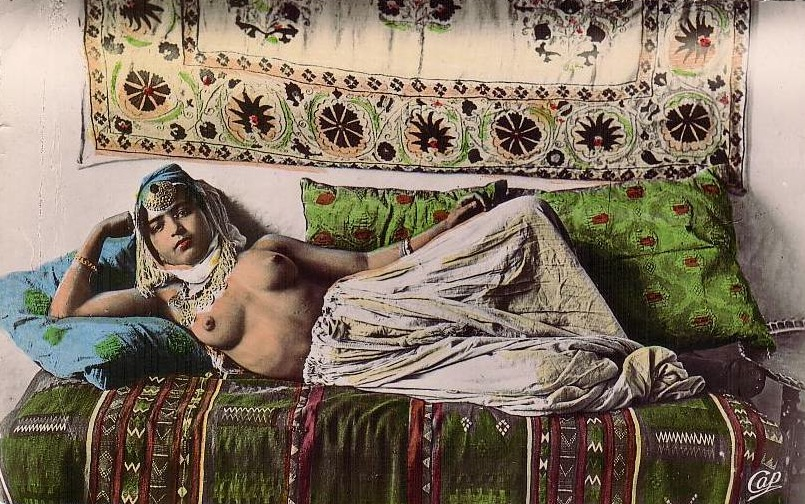
Compagnie des Arts Photomécaniques
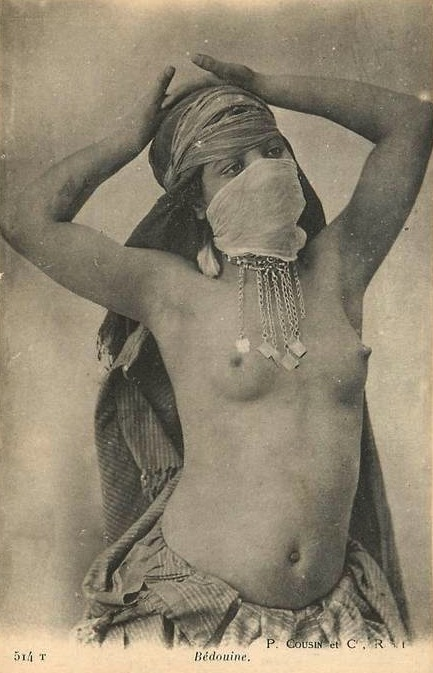
P. Cousin et Cie
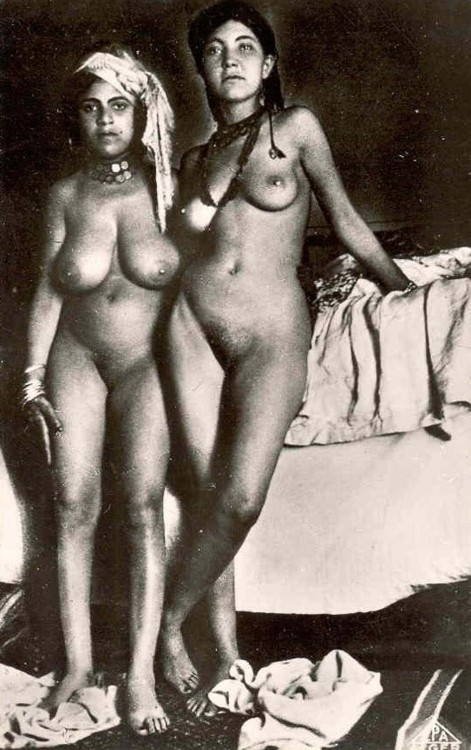
Roger-Viollet / Fratelli Alinari Editions Photo Africaines
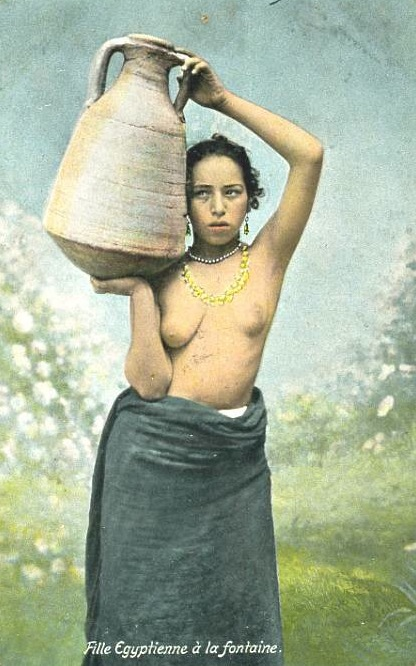
Ephtimios
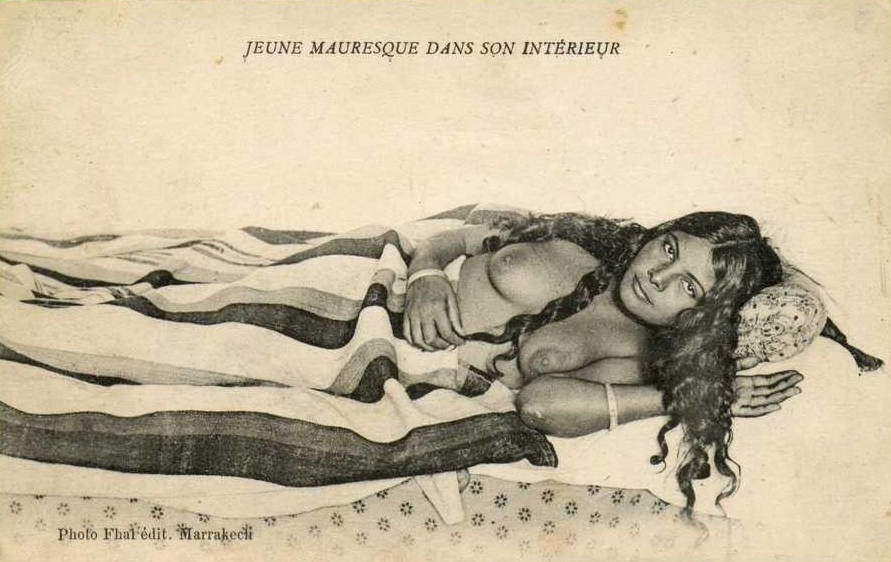
Fhal
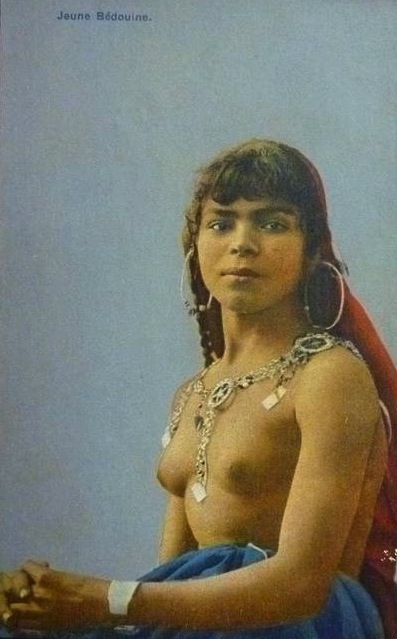
J. Garrigues
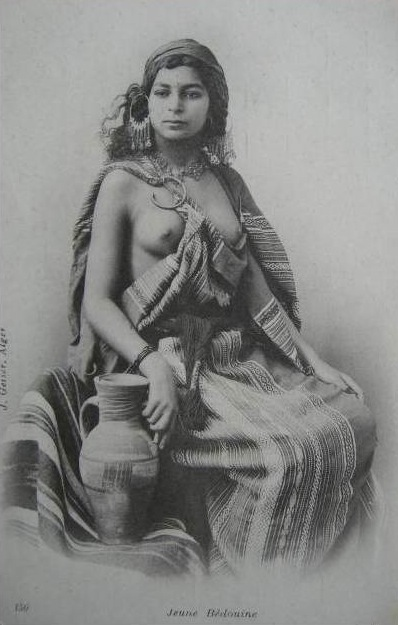
Jean Gieser
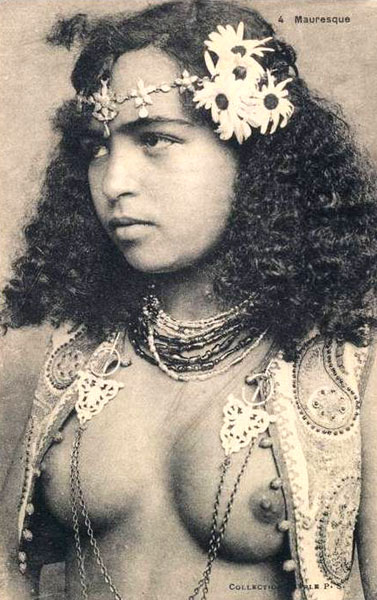
Collection idéale PS
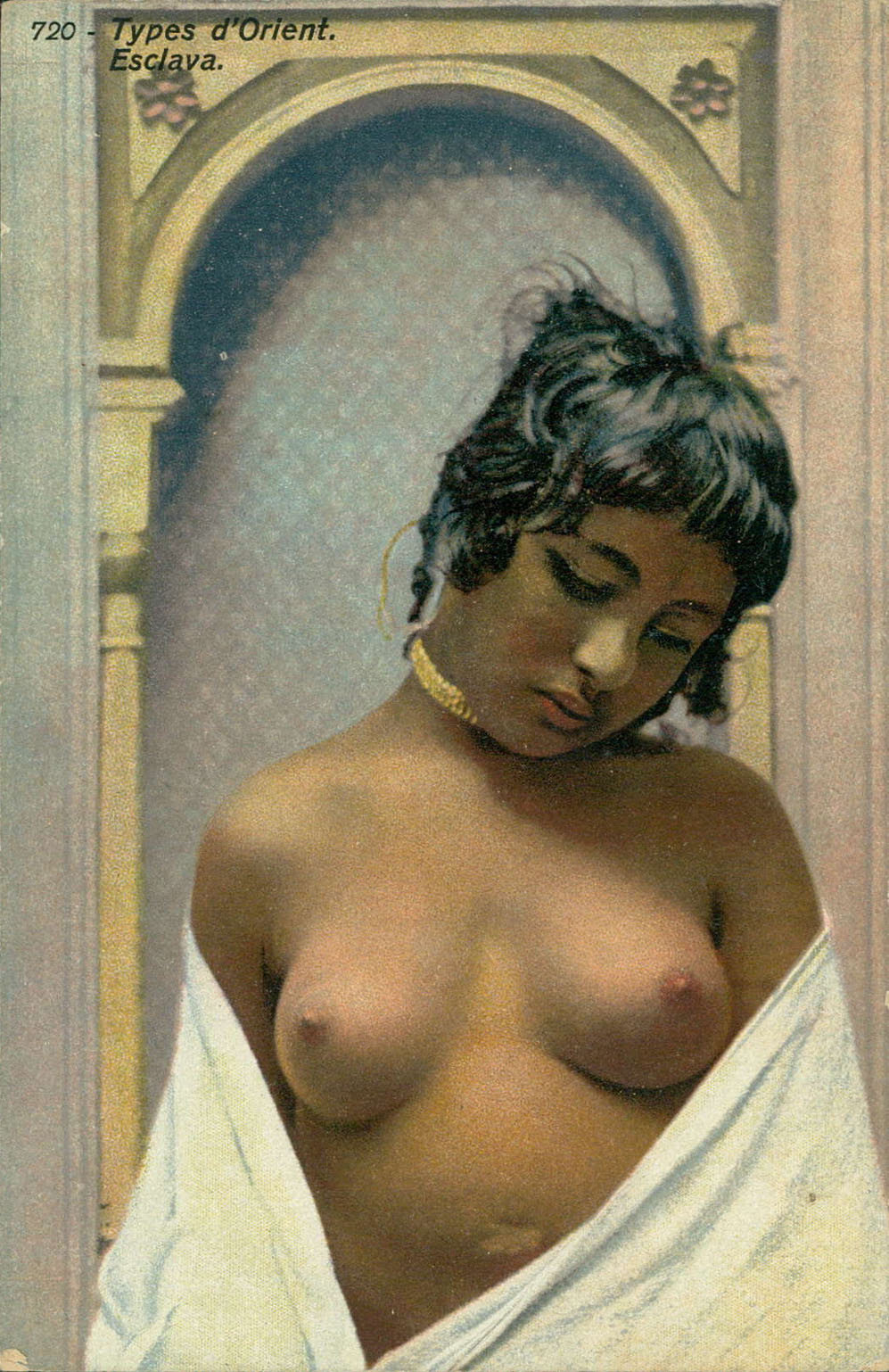
Lehnert & Landrock
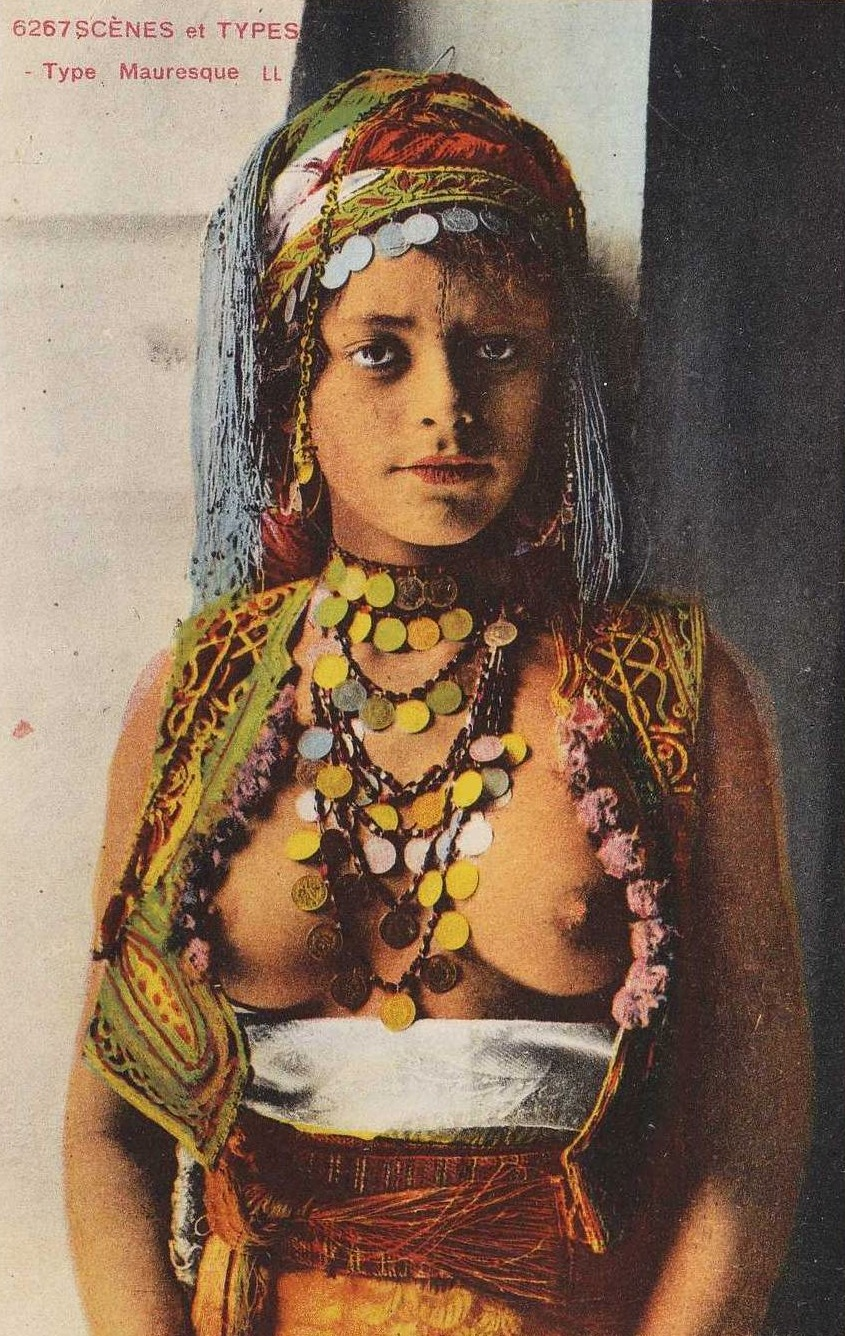
Levy & Fils
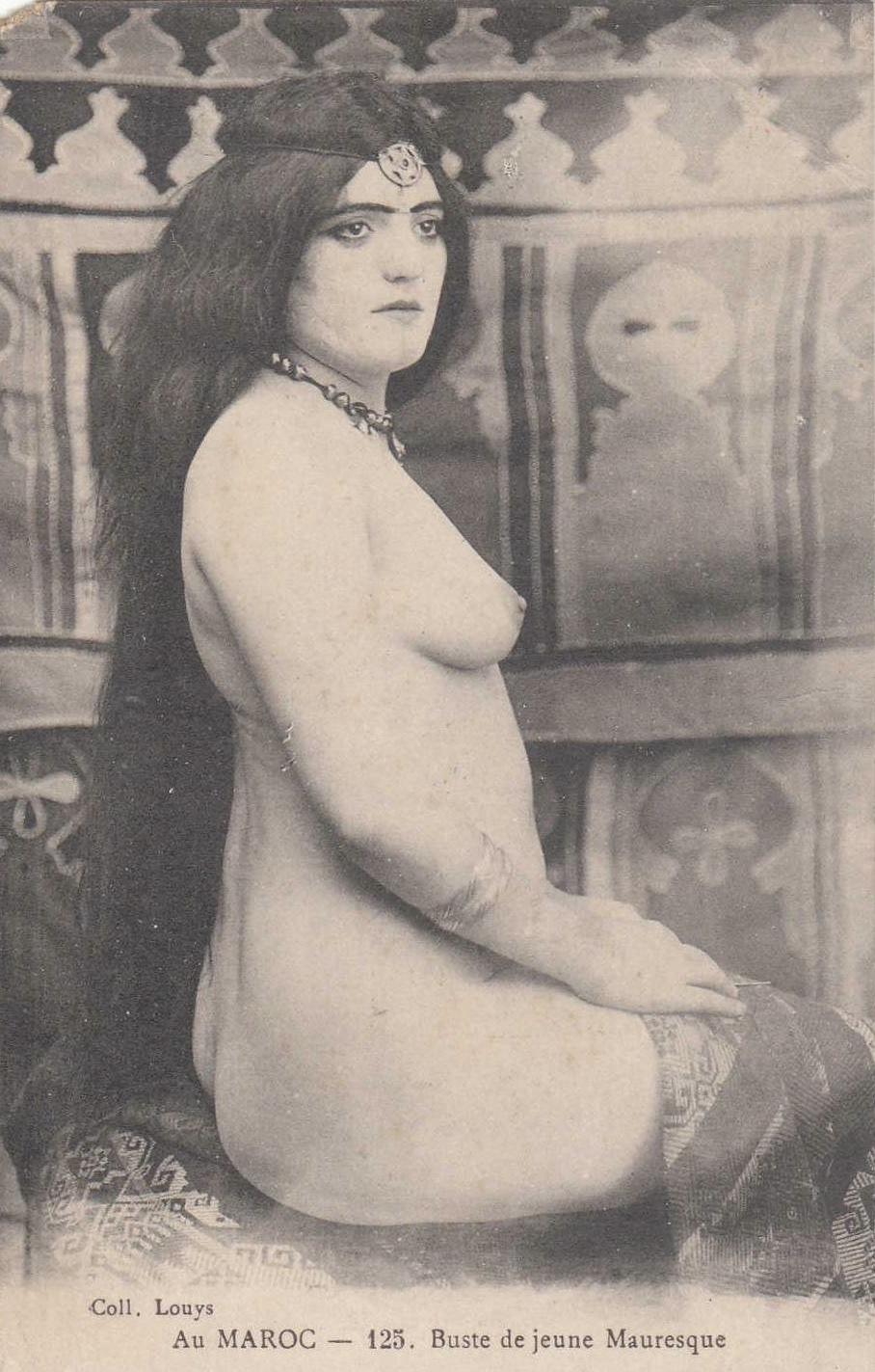
Collection Louys
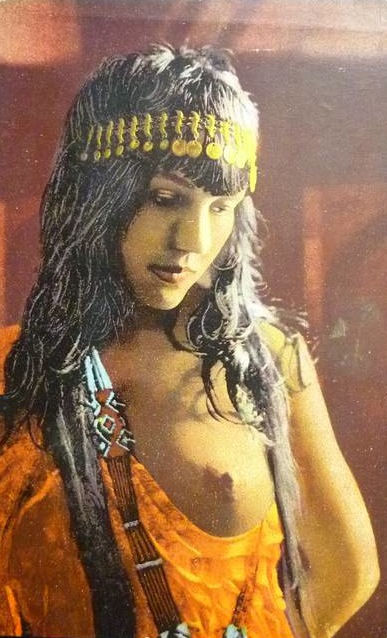
Rodolphe Neuer
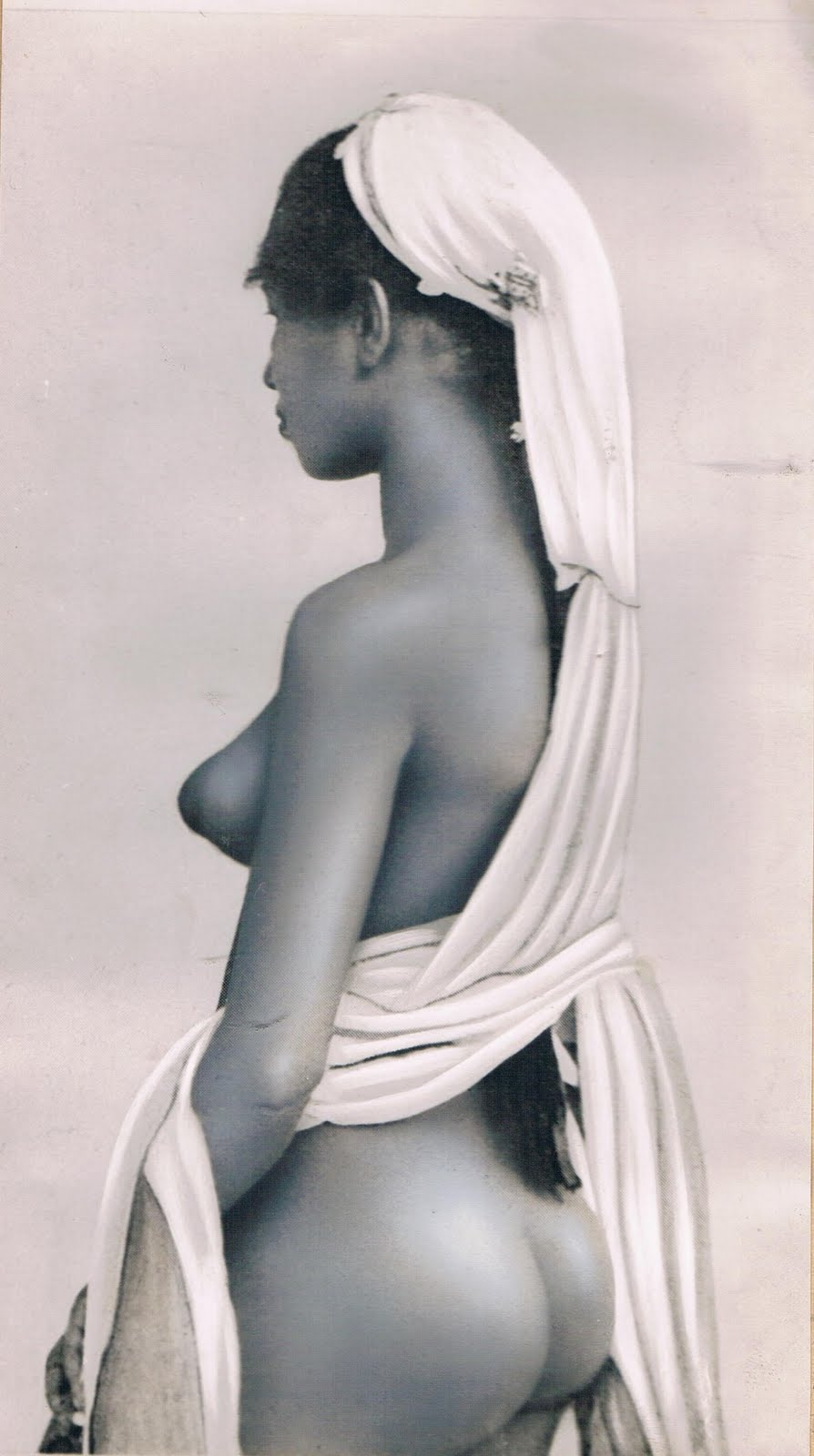
Frères Neurdein
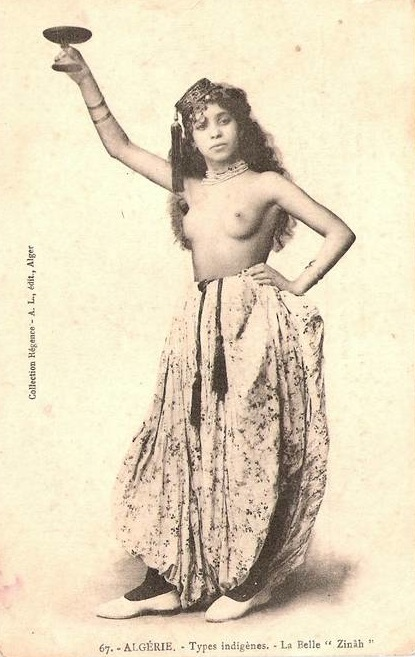
Regence
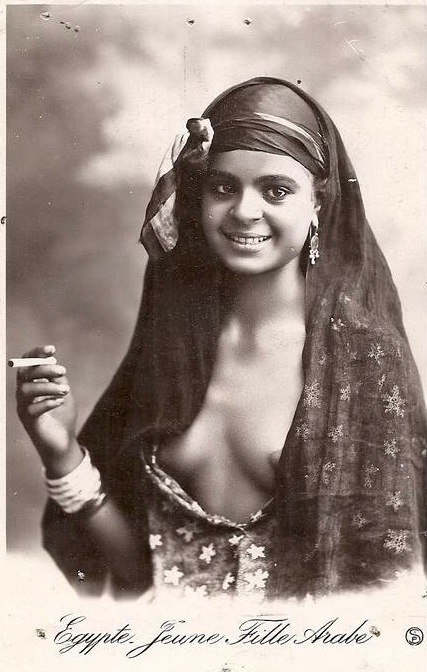
Société Industrielle de Photographie
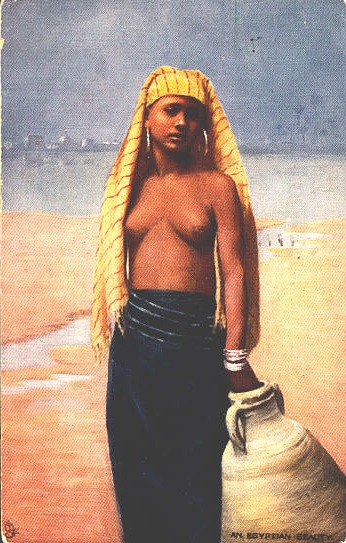
Raphael Tuck & Sons
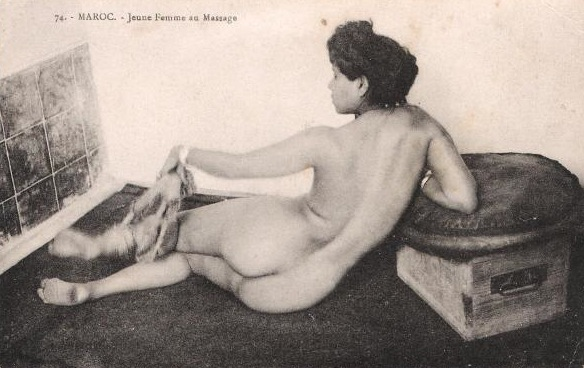
F. Viala
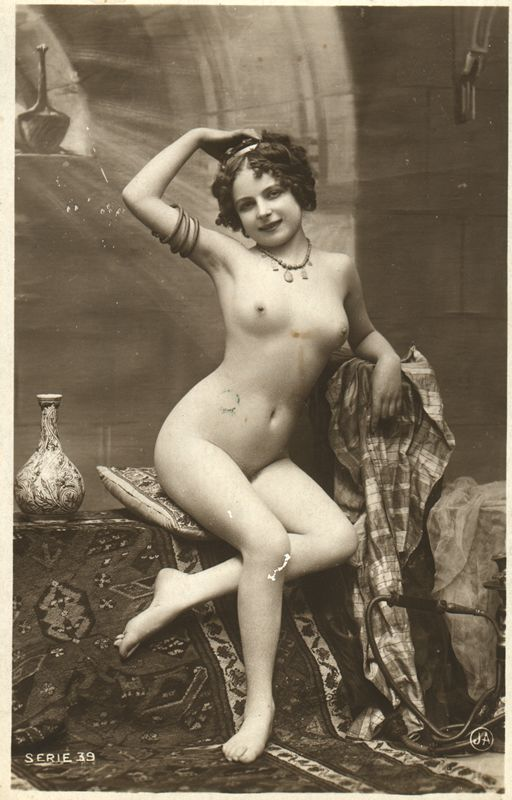
Pseudo-orientální tematika Jean Agélou: Modelka: Fernande